# Траторія

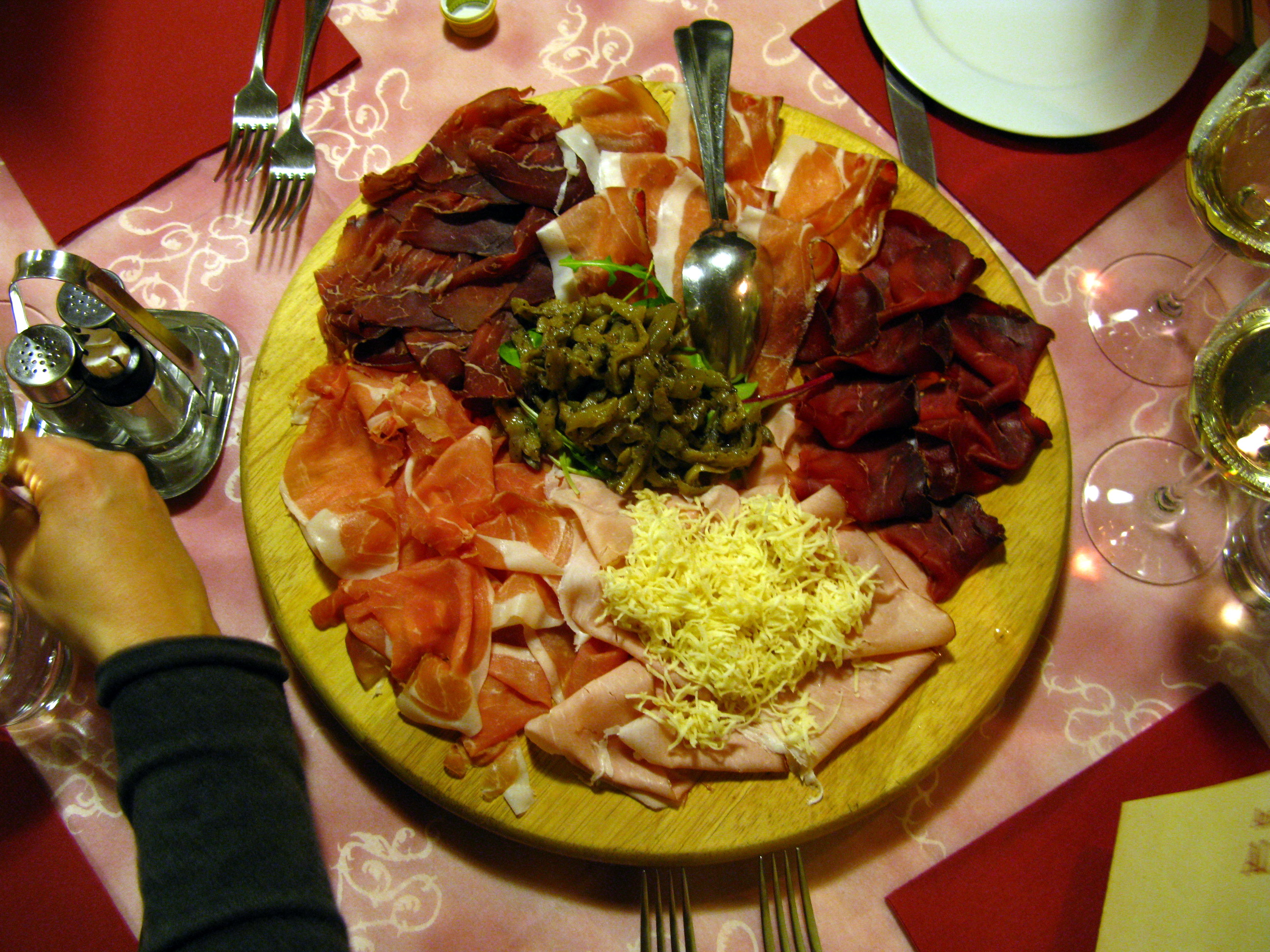
Camporosso, Траторія «Al Montone»

Траторія (італ. trattoria) — в Італії заклад громадського харчування з сімейною затишною атмосферою та доступними цінами, де подають готові страви. Зазвичай траторії знаходяться на околицях, в характерних місцях. Відзначаються простотою в обслуговуванні та обстановці, при цьому якість і кількість поданих страв не зазнає втрат.

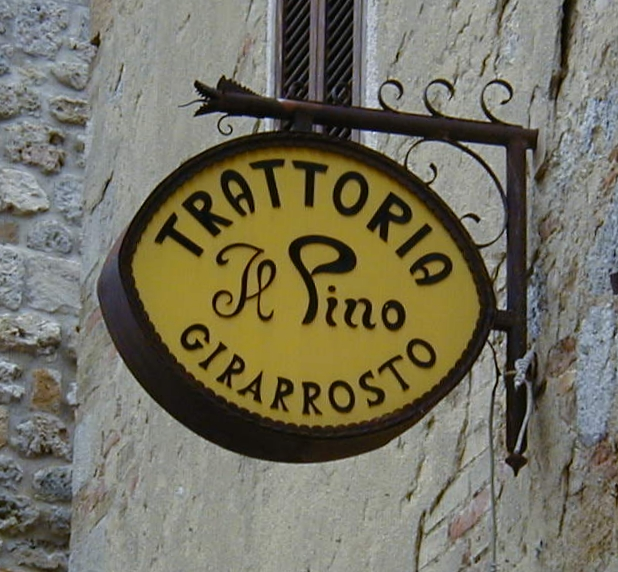
Вивіска траторії в Тоскані
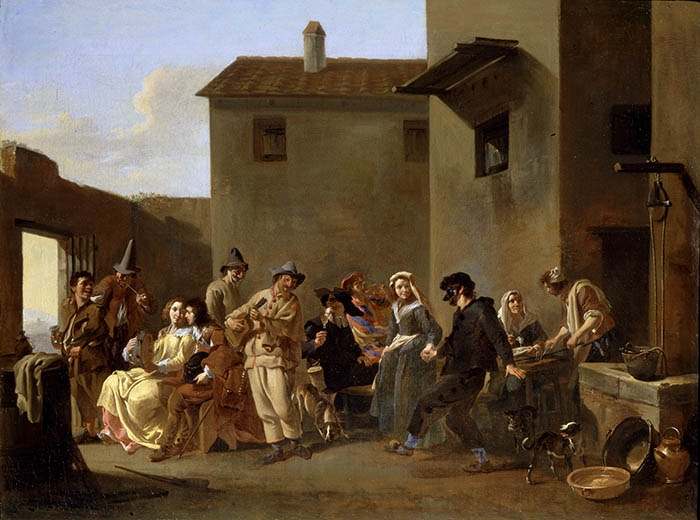
Ян Міль — Танці в траторії